# Џефри Чосер
Џефри Чосер (енгл. Geoffrey Chaucer; око 1343 — Лондон, 25. октобар 1400) је био један од најзначајнијих енглеских средњовековних песника, филозоф, војник, дворанин и дипломата.
Његово најзначајније дело је „Кентерберијске приче“, колекција од 24 приче. Од тога су само две написане у прози, а остале у стиху. Од осталих његових дела издвајају се: „Књига о војвоткињи“, „Роман о ружи“, „Парламент птица“, „Троил и Кресида“, „Легенде о добрим женама“ итд.
Џефри Чосер назван је оцем енглеске поезије, а понекад тај епитет проширују на читаву енглеску књижевност. Он је својим доприносом увођењу народног језика у књижевност имао улогу сличну оној коју је у Италији имао Данте.

## Биографија
Џефри Чосер је рођен у Лондону негде око 1343, иако тачан датум и место његовог рођења су непознати. Његов отац и деда били су лондонски винари, а неколико прошлих генерација били су трговци у Ипсвичу. Његово породично име произлази из француске речи chausseur, која значи „обућар“. Године 1324. Џона Чосера, Џефријевог оца, отела је тетка надајући се да ће дванаестогодишњи дечак оженити њену кћерку како би задржала имање у Ипсвичу. Тетка је затворена и наметнута је глоба од £250, што сугерише да је породица била финансијски имућна.
Џон Чосер је оженио Агнес Коптон, која је 1349. наследила имовину која је укључивала 24 трговине у Лондону од свог ујака, Хамо де Коптона, који је описан у опоруци датираној од 3. априла 1354. као „moneyer“ (особа која физички ствара новац) у Лондонском тауеру. У истим записима где се налази и опорука (City Hustings Roll 110, 5, Ric II, датираном јуни 1380), Џефри Чосер наводи за себе me Galfridum Chaucer, filium Johannis Chaucer, Vinetarii, Londonie'.
Док записи о Чосеровим сувременицима Вилијаму Лангланду и песнику који је написао песму „Перл“ практично не постоје, како је Чосер био јавни радник, његов службени део живота је добро документован и постоји око петсто записа које говоре о његовој каријери.
Први од таквих записа датира из 1357. када је уз помоћ очевих веза постао паж грофице Улстера, Елизабет де Бург. Била је удата за Лајонела, војводу Клеренса, сина краља Едвард III. Тај положај довео је младог Чосера у уски дворски круг где се задржао до краја живота. Радио је као дворанин, дипломата, државни службеник, и за краља скупљајући и пописујући старо гвожђе. Године 1359. у раним фазама Стогодишњег рата краљ је искрцао војску у Француској и Чосер је с Лајонелом био део те војске. Године 1360. заробљен је током опсаде Ремса. Едвард је платио £16 као његову откупнину, што је тада била значајна свота, и Чосер је ослобођен. Подаци о животу, након што је ослобођен, нису поуздани. Вероватно је путовао Француском, Шпанијом и Фландријом, можда као гласник или је чак ходочастио у Сантијаго де Компостела.
Око 1366. Чосер је оженио сестру Катарине Свинфорд, Филипу (де) Роу, која је била дворска дама краљице Филипе, супруге Едварда III. Не зна се тачно колико су деце имали, највероватније троје или четворо. Његов син, Томас Чосер био је славан, као главни пехарник (енгл. chief butler) четири краља, изасланик у Француској и председник доњег дома парламента. Други син му је најверојатније био Луис Чосер, а кћерке Елизабет Чосер и Агнес.
Чосер је учио право при енгл. Inner Temple (професионално удружење адвоката и судија) у Лондону, те је 20. јуна 1367. постао члан краљевског суда Едварда III као varlet de chambre, што је у то време могло означавати различите задатке. Његова супруга добијала је накнаду због рада на суду. Често је путовао у иностранство, делом као лични слуга. Тако је 1368. године био на венчању Лајонела Антверпенског и Виоланте Висконти, кћерке Галеаза II Висконтија, тадашњег владара Милана, у Милану. На томе венчању били су присутни и Жан Фројсарт и Франческо Петрарка. Сматра се да је у то време написао „The Book of the Duchess“ у част Бланш од Ланкастера, покојне супруге Џона од Гента. Следеће године путовао је у Пикардију као део војне експедиције, те посетио Ђенову и Фиренцу 1373. Бројни научници, као што су Skeat, Boitani, и Rowland сматрају да је на том путовању у Италији дошао у контакт с Петрарком или Бокачом. Они су га упознали с талијанском средњовековном поезијом, формом и причама које ће користити у каснијим делима. Сврха путовања 1377. је непозната, детаљи у историјским записима су контрадикторни. Каснији записи говоре да је заједно с Џином Фројсартом, био у мисији договора брака између будућег краља Ричарда II и француске принцезе како би се завршио стогодишњи рат. Ако је то била сврха, мисија је била неуспјешна.
Године 1378. Ричард II је тајно послао Чосера Висконтију и сер Џону Хоквуду, вођи енглеских плаћеника у Милану. Сматра се да је Чосер лик Витеза у „Кентерберијским причама“ (енгл. Canterbury Tales), базирао на Хоквуду.
Индикација да је током своје каријере био цењен као писац, је поклон Едварда II 1374. којим је Чосер имао право на галон вина сваки дан до краја живота за неки неутврђени задатак. Такав поклон обично је даван годишње уметницима за посебна достигнућа на Ђурђевдан. Не зна се за које дело је добио награду, али идеја Чосера као песника код краља, поставља га као претходника будућим песницима лауреатима. Чосер је добијао своју течну награду све док је Ричард II није претворио у монетарну награду 18. априла 1378.
Дана 8. јуна 1374. добио је врло уносан посао контролора у царини лондонске луке. Тај посао је задржао следећих дванаест година, што је било врло дуго у то време. Следећих десет година живота није забележено. Док је радио у царини, преселио се у Кент. Постао је заступник у парламенту за Кент 1386. Тада престају и записи о његовој супрузи па се претпоставља да је преминула 1387. Преживео је политичке немире тога времена, те је 12. јула 1389. постао краљевски службеник за конструкцијске радове (енгл. Clerk of the Works) који је организовао већину краљевских грађевинских пројеката. Иако у његово време нису започети никакви велики радови, надгледао је поправке Вестминстерске палате, капеле Св. Џорџа у Виндсору, и наставио је са изградњом пристаниште у Лондонском тауеру и трибине за турнир одржан 1390. Био је то захтеван посао који је био добро плаћен, три пута више него његов прошли у царини.
Записи говоре да је у септембру 1390. опљачкан и могуће озлеђен, те је након тога 17. јуна 1391. престао да ради. Готово одмах након тога, 22. јуна 1391. почео је ради као заменик шумар, у краљевској шуми у Норт Петертону, Самерсет. Посао није био једноставан, иако је пружао бројне прилике за зараду. Краљ Ричард II 1934. доделио му је пензију од 20 фунти годишње.
Недуго након свргавања Ричарда II записи о Чосеру нестају. Задњих неколико записа говоре како му је нови краљ, Хенри IV, обновио пензију, те да је изнајмио Чосеру резиденцију у близини Вестминстерске опатије 24. децембра 1399. Задњи запис о Чосеру је од 5. јуна 1400. када су му исплаћени неки дугови. Према надгробној плочи постављеној стотину година након смрти, сматра се да је преминуо 25. октобра 1400.

## Чосер и ренесансни хуманизам
Својим интересовањем за живот и људе онакве какви јесу, без превасходно морализаторске побуде, Чосер се приближио ренесансном хуманизму. Због таквог става, песник је осећао потребу да се правда пред судом свог времена.
Чосер је на двору био дипломата и те особине провејавају кроз његово дело. Чосер своје интересовање за разне стране човекове личности третира у маниру који није био нов у књижевности пре њега — разна гледишта (често противречна) он поткрепљује ауторитетима — књижевним, религијским и научним. Зато се о њему може говорити као о ученом песнику.

## Чосеров стил
По данашњем мерилу, Чосер је, према избору тема и сижеа, сасвим неоригиналан писац. Али то је време када су схватања о ауторству, оригиналности и индивидуалности била другачија — преузимање готових мотива и тема из класичне и новије књижевности била је редовна појава. Сижее за Кентерберијске приче Чосер је налазио у другим делима, од којих су многа већ припадала усменој традицији.
Чосерова нарација, буквално схваћена — неизводљива је. Читалац је прихвата, иако је немогуће остварити ситуацију да један јахач у покрету приповеда у стиховима у јампском пентаметру тако да га чује осталих 30 јахача. Сижеима је прилагођена форма приповедања: приче које су ближе обичном и свакидашњем животу писане су јампским пентаметром, док су оне с религијско-морализаторским темама дате у сложенијој форми. Иако Кентерберијске приче немају линеарну структуру, ни развој заплета, ипак постоји јасан почетак, средњи део, пун енциклопедијских података о људским слабостима и врлинама с укомпонованим моралним коментаром и честим наравоученијима. Занимљиво је поредити Чосера из стварности и Чосера као приповедача у делу.
У делу он не уме да исприча ниједну ваљану причу у стиху. Чосер ходочасник раздвојен је од Чосера аутора, чиме се повећава реалистични утисак да остале приче и није писао он, него да су настале спонтаним казивањем ходочасника. Правников лик, рецимо, у уводу за своју причу помиње Чосеров књижевни рад.
Кентерберијске приче су уоквирен низ разноврсних приповедака повезан у целину и стављен у енглеску савремену средину. Оквир као такав појављивао се у светској књижевности и пре Чосера — у 1001. ноћи и Декамерону за који Чосер вероватно није знао у његовом интегралном облику. Идеју о ходочашћу као приповедачком оквиру Чосер је можда добио од Ђованија Серкамбија чија се новела ослања на сличну шему.

## Ходочашће из Кентерберијских прича
Верује се да је Чосер описао стварно ходочашће из 1387. године у коме је и сам био учесник, али ову биографску претпоставку треба примити с резервом. Иако се неким ходочасницима помињу имена, они су већином идентификовани према занимањима. Претпоставља се да су многи приказани по узору на стварне особе; неки изучаваоци су их покушавали довести у везу са Чосеровим савременицима. Једини поклоник коме Чосер наводи име и презиме је Крчмар — Хари Бејли, за кога се претпоставља да је заиста и постојао.
У сликању поклоника Чосер је одступио од средњовековног канона по коме се сликају типови, а не појединци, успевши да оствари срећан спој типичног и индивидуалног, што је често схватано као крајњи циљ реалистичког приказивања. Уношење мноштва детаља и физичких појединости дочаравају индивидуалне карактере. У разрађеној форми дата је панорама енглеског друштва 14. века; Чосер је одабрао личности и у Општем прологу их описао тако да оне представљају све сталеже и готово све професије енглеског средњовековног друштва. Неки од портрета су идеализовани – они које је сам Чосер ценио и сматрао битним за друштво.

## Хумор и сатира
У портретирању својих ходочасника Чосер се показује као хумориста и сатиричар са жаоком упереном нарочито против покварених слугу цркве који своја збивања схватају само као извор материјалне користи. Међу црквеним редовима, једино оправдање Чосер налази за честитог пароха, док су калуђери, опростиоци и судски позивари приказани као паразити, склони смицалицама и преварама, лакоми и лицемерни. Мада јасно показује своје симпатије/антипатије, Чосер не излази из улоге објективног посматрача – подругљивог и заједљивог — али ипак посматрача, а не судије.
Подсмевање код Чосера није изражено с мржњом, ни поспрдно. Разоткривање нечасних или неподобних поступака његових ликова праћено је доброћудним и здравим хумором. Чосер јасно разликује поштено и ваљано од исквареног и нечасног, али не шиба оштро ту разлику.
Чосер своје личности пушта да говоре и тешко је докучити ауторов властити суд. О Чосеровим схватањима постоји обимна литература која је пуна супротних тврдњи, зато што је и сам живот који Чосер слика противречан у својој сложености. Аутор се служи методом јукстапозиције, стављајући контрастне реченице једну поред друге. Такве су похвале са накнадним додавањем ироничног коментара. Чосеров хумор је двосмеран и амбивалентан; Жена из Бата је предмет смеха, али и она сама упућује шалу и критику на рачун званичне црквене културе. Из потребе да избегне отворен напад на неку појаву коју осуђује, настаје позната Чосерова иронија, он предмете иронично именује њиховим антонимима. Чосер је такође и пун алузија, али оне увек остају слабо осветљена места у литератури.

## Критике

### Ране критике
Песник Томас Хоклев, који је можда упознао Чосера и сматрао га својим узором, хвалио је Чосера као оснивача њиховог лепог језика. Џон Лидгејт, монах и песник из 15. века у свом тексту енгл. The Fall of Princes спомиње Чосера као господара језика. Два века касније Сер Филип Сидни, енглески песник у свом делу енгл. Defence of Poesie хвали Чосерово дело „Троило и Кресида“

### Преписи и публика
Велик број преписа Чосерових дела који постоји говори у прилог великог интереса публике пре појаве штампарске машине. Постоји 83 преписа „Кантербурских прича“ (целовитих или делимичних), те 16 Troilus and Criseyde, укључујући и личну копију Хенрија IV Ако се има у виду време када су настали, неколико преживелих рукописа вероватно представљају стотине изгубљених.
Чосерова публика били су дворани, те мушкарци и жене из горњих слојева друштва. Ипак пре његове смрти, публици су су се придружили и делови литерарне, средње и трговачке класе, који су читали његова сатирична писања о свештеницима, монасима и осталим црквеним службеницима. Године 1464. Џон Барон, фармер из Агмондешама, приведен је пред Џона Чадворта, бискупа Линколна, под оптужбом да је херетик; признао је да поседује књигу „Кантербуријске приче“ (енгл. bоок of the Tales of Caunterburie) међу осталим сумњивим делима.

### Штампана издања
Вилијам Какстон, је издавач заслужан за прва два штампана издања „Кантербуријских прича“ која су издана 1478. и 1483.
Какстоново друго издање, настало је након што се купац пожалио да се штампано издање разликује од његовог преписа, те је Какстон у другом издању користио тај препис као извор. Оба Какстонова издања једнако се вреднују као изворни преписи текстова. Какстоново издање поновно је штампао његов наследник Вајнкин де Ворд, али његово издање нема исту вредност као изворни пријепис. Ричард Пинсон, краљевски штампар у време Хенрија VIII био је први који је издао вид сабраних дела Чосера. У том издању је обухваћено и пет раније штампаних дела за које се данас зна да их није написао Чосер (збирка је штампана као три одвојено штампана текста или збирке текстова заједно повезених у један том). Постоји веза између дела Пинсона и онога Вилијама Тина насталог шест година касније. Тиново издање енгл. Chaucers Works („Чосерова дела“) из 1532. и 1542. била су први доприноси постојању широко распрострањеног и познатог Чосеровог канона.
У шеснаестом и седамнаестом веку Чосер је био најштампанији енглески аутор и први аутор чија су дела сабрана у једно опсежно издање у којем се почео назирати Чосеров канон. Неки научници сматрају да су издања „Чосерових дела“ из шеснаестог века поставила преседан свим енглеским књижевницима по питању презентације, престижа и успеха у штампању. Та су издања етаблизовала Чосерову репутацију, али су уедно из започела компликовани процес реконструирања и честог измишљања Чосерове биографије и канонског пописа дела која му се приписују.

## Одабрана дела
- „Кућа славе“ (енгл. The House of Fame)
- „Књига о војвоткињи“ (енгл. The Book of the Duchess) - 1369.
- „Троило и Кресида“
- „Кантерберијске приче“ (енгл. The Caunterbury Tales)
- „Договор птица“ (енгл. Parlement of Foules)
- „Легенда о добрим женама“ (енгл. The Legend of Good Women)